# Meteorus iguaquensis
Meteorus iguaquensis (лат.) — вид паразитических наездников рода Meteorus из семейства Braconidae. Неотропика (Колумбия).

## Описание
Мелкие наездники. Основная окраска тела коричневая с жёлтыми и тёмными отметинами. От близких видов отличаются следующими признаками: мезосома и голова с буровато-чёрными отметинами; расстояние между оцеллиями равно 1,4 диаметра оцеллия; фасеточные глаза сильно сходящиеся, максимальная ширина лица равна 1,7 минимальной их ширины; коготки лапок с небольшой долей; первый и второй тергиты двухцветный (базально светлее, чем апикально); на первом тергите брюшка имеется дорсопе, нотаули развиты; второй тергит гладкий. Первый брюшной тергит стебельчатый (петиоль короткий). Нижнегубные щупики состоят из 3 сегментов. Трохантеллюс (2-й вертлуг) отделён от бедра. В переднем крыле развита 2-я радиомедиальная жилка. Предположительно, как и другие виды рода эндопаразитоиды гусениц бабочек или личинок жуков. Вид был впервые описан в 2011 году американскими энтомологами Helmuth Aguirre и Scott Richard Shaw (University of Wyoming, Department of Ecosystem Science and Management, Laramie, Вайоминг, США).